# Ernest-Louis de Hesse-Darmstadt (1667-1739)
Pour les articles homonymes, voir Ernest-Louis de Hesse-Darmstadt.
Ernest-Louis, né le 15 décembre 1667 au château de Friedenstein à Gotha et mort le 12 septembre 1739 au château de Jägersburg près d'Einhausen, est landgrave de Hesse-Darmstadt de 1678 à sa mort.

## Biographie
Ernest-Louis est le deuxième fils du landgrave Louis VI de Hesse-Darmstadt, et le premier issu de son second mariage avec Élisabeth-Dorothée de Saxe-Gotha. Il succède à son demi-frère aîné Louis VII à sa mort, le 31 août 1678. Sa mère, femme de caractère, assume la régence jusqu'en 1688 puis offre ses services à son fils qui les refuse.
Christoph Graupner (1683-1760) est son maître de chapelle à partir de 1709.

## Mariages et descendance
Ernest-Louis se marie le 1er décembre 1687 avec Dorothée-Charlotte de Brandebourg-Ansbach (1661-1705), fille du margrave Albert II de Brandebourg-Ansbach. Cinq enfants sont nés de cette union :
- Dorothée-Sophie (1689-1723), épouse en 1710 le comte Jean-Frédéric de Hohenlohe-Öhringen ;
- Louis VIII (1691-1768), landgrave de Hesse-Darmstadt ;
- Charles-Guillaume de Hesse-Darmstadt (1693-1707) ;
- François-Ernest de Hesse-Darmstadt (1695-1717) ;
- Frédérique-Charlotte de Hesse-Darmstadt (1698-1777), épouse en 1720 Maximilien de Hesse-Cassel.

Veuf, Ernest-Louis se remarie morganatiquement le 20 janvier 1727 avec Louise-Sophie de Spiegel (1690-1751), titrée comtesse d'Eppstein. Deux enfants sont issus de cette seconde union :
- Louise-Charlotte (1727-1753) ;
- Frédérique-Sophie (1730-1770), épouse en 1764 le baron Louis de Pretlack.